# Chambre de commerce et d'industrie Nord-Isère
La chambre de commerce et d'industrie Nord-Isère est l'une des deux CCI du département de l'Isère, avec celle de Grenoble pour le Sud-Isère. Son siège est à Vienne au 2, place Saint Pierre (immeuble dessiné par l'architecte Jean Benoît, 1900-1976).
Elle dispose d'un espace accueil à Villefontaine.
Elle fait partie de la chambre régionale de commerce et d'industrie Rhône-Alpes.

## Missions
À ce titre, elle est un organisme chargé de représenter les intérêts des 13 000 entreprises commerciales, industrielles et de service de l'arrondissement de Vienne et de leur apporter certains services. C'est un établissement public qui gère en outre des équipements au profit de ces entreprises.
Le président de la chambre de commerce et d'industrie du Nord-Isère fait partie de droit du conseil d'administration de l'agence d'étude et de promotion de l'Isère (AEPI) dont la mission principale est le développement économique du département.
Comme toutes les CCI, elle est placée sous la double tutelle du Ministère de l'Industrie et du Ministère des PME, du Commerce et de l'Artisanat.

### Service aux entreprises
- Centre de formalités des entreprises
- Assistance technique au commerce
- Assistance technique à l'industrie
- Assistance technique aux entreprises de service
- Point A (apprentissage)

### Gestion d'équipements
- Port fluvial de commerce de Vienne Sud ;
- Aéroport de Vienne Reventin.

### Centres de formation
- Institut supérieur du tertiaire.

## Historique
voir ailleurs[Quoi ?]

## Pour approfondir